# Karl Glusman
Karl Glusman (El Bronx, Nueva York; 3 de enero de 1988) es un actor estadounidense, conocido por su participación en las películas Love, dirigida por Gaspar Noé (2015); Starship Troopers: Invasión, dirigida por Shinji Aramaki (a la que prestó su voz; 2012) y Embers (2015).

## Primeros años
Karl Glusman nació en el Bronx en 1988. Su padre es de origen alemán, y su madre, irlandesa. Se mudó, seis meses después de su nacimiento, a Oregón, y creció en Beaverton. Asistió a la escuela West Hills Daycare, a la Montclair Elementary School y a Whitford. Sus padres se separaron, y su madre se mudó entonces a Lake Oswego, donde asistió a la Lake Oswego High School. Luego estudió año y medio en la Portland State University. Tomó sus primeras clases de actuación en esa universidad y también en Portland Actors Conservatory. Su primera participación como actor en la Lake Owego High School le resultó incómoda, pues no le gustaba su cuerpo y quería pasar desapercibido.

## Primeros trabajos en el cine
Sus primeras participaciones profesionales en la industria del cine fueron cortometrajes, y su primer largometraje fue en el 2008: The Iconographer, de Andy Mingo.

## Vida personal
En noviembre de 2018 se comprometió con la actriz Zoë Kravitz. En mayo de 2019 se casaron en una ceremonia privada. Sin embargo, en enero de 2021 se hizo público su divorcio.

## SobreLove
En entrevista concedida por él y por Gaspar Noé a The Oregonian, declaró (a pregunta expresa) que su participación en Love, una película con escenas sexuales explícitas (imágenes del pene erecto, eyaculaciones, masturbación mutua, trío), no le ha causado ningún problema para ser contratado en otro tipo de películas.

## Filmografía
Películas
- The Iconographer (2008), dirigida por Andy Mingo; con Richard Cox y Jen Fuller.[7]
- Ratter (2015), dirigida por Branden Kramer; con Ashley Benson, Matt McGorry y Rebecca Naomi Jones.[8]
- Love (2015), dirigida por Gaspar Noé; con Klara Kristin y Aomi Muyock.
- The Neon Demon (Estados Unidos-Dinamarca, 2016), dirigida por Nicolas Winding Refn; con Elle Fanning y Keanu Reeves.
- Stonewall (2015), dirigida por Roland Emmerich; con Jeremy Irvine, Jonny Beauchamp y Joey King
- Nocturnal Animals (2016), dirigida por Tom Ford; con Aaron Taylor-Johnson, Amy Adams y Jake Gyllenhaal
- Wounds (2019), dirigida por Babak Anvari; con Armie Hammer, Dakota Johnson y Zazie Beetz
- Please Baby Please (2022); dirigida por Amanda Kramer; con Andrea Riseborough, Harry Melling y Demi Moore[9]
- The Bikeriders (2023); dirigida por Jeff Nichols; con Jodie Comer, Austin Butler, Tom Hardy, Michael Shannon, Mike Faist y Norman Reedus[10]
- Reptiles(2023); dirigida por Grant Singer; con Benicio del Toro, Justin Timberlake y Alicia Silverstone
- Civil War (2024); dirigida por Alex Garland; con Wagner Moura, Kirsten Dunst

Series
- Gipsy (2017), creada por Lisa Rubin; con Naomi Watts y Billy Crudup.
- Devs (2020), creada por Alex Garland; con Sonoya Mizuno y Nick Offerman.
- The Idol (2023), creada por Sam Levinson, Abel Tesfaye (The Weeknd) y Reza Fahim; con Lily Rose Depp y The Weeknd.